# كارفور موبيل
 كارفور موبيل  شركة فرنسية لمشغل شبكة محمول افتراضية، تابع لمجموعة كارفور. وقد وقفت خدمة الشبكة بفرنسا ولكنها مازلت مستمرة بكل من إيطاليا وبلجيكا.